# High intensity focused ultrasound

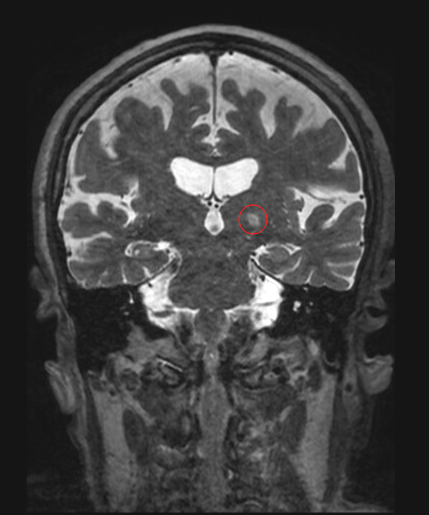
Risonanza magnetica quattro giorni dopo MRgFUS (ultrasuoni focalizzati ad alta intensità guidato da risonanza magnetica): talamotomia del nucleo intermedio ventrale sinistro (Vim). Uomo di 79 anni con tremore essenziale.

HIFU, o , HIFUS, acronimo di high intensity focused ultrasound (ultrasuono ad alta intensità focalizzato), talvolta FUS, è una procedura medica di termoablazione non invasiva ad alta precisione che usa degli specifici ultrasuoni per riscaldare e distruggere  i tessuti patogeni rapidamente. 

## Caratteristiche
Il fascio di ultrasuoni può essere concentrato nei seguenti modi: 
- geometricamente, per esempio attraverso lenti o con trasduttori sferici
- elettronicamente, adeguando le relative fasi di elementi in una matrice di trasduttori (una graduale array).

Dinamicamente adeguando i segnali elettronici per gli elementi di una matrice  per fasi, il fascio può essere indirizzato a diversi luoghi, e le aberrazioni dovute alle strutture del  tessuto possono essere corrette.

## Come funziona
Come un'onda acustica, si propagano attraverso i tessuti, ed una parte è assorbita e convertita in calore. Quando i fasci vengono concentrati in un fuoco, la zona interessata è molto piccola. Quando raggiunge una sufficiente temperatura il tessuto viene coagulato termicamente. Concentrando il fuoco in più punti o cambiando il punto di fuoco, può essere ablato un volume più grande. 
La tecnica è un metodo non invasivo o minimamente invasivo e si mostra come valida alternativa alla tradizionale chirurgia.
In Asia viene utilizzato per la cura di tumori (al seno, al cervello, al fegato, alle ossa e alla prostata) e fibromi dal 1996.